# Giacomo Feo
Giacomo Feo (Forlì, 1471 circa – Forlì, 27 agosto 1495) fu un nobile e politico italiano, barone di Feo (Francia) e castellano della Rocca di Ravaldino. Fu l'amante, poi marito della celebre Caterina Sforza, madre di Giovanni delle Bande Nere.

## Origini e famiglia
Figlio di Luciano di Tommaso Feo, nobile di Savona, e fratello d'un altro Tommaso, castellano della Rocca di Rivaldino. I Fei erano signori della Rocchetta del Cairo (acquistata dal bisnonno Giovanni di Giacomo dal vescovo d'Acqui nel 1400), e signori di Pruneto e Altesino (attraverso la bisnonna Ginevra di Ponzone, figlia del marchese Tizino). Il fratello Tommaso, con la moglie Benedetta Spinola, procreò Giovanni Eustachio Feo, marito di Caracosa Doria di Lazzaro, nipote di Andrea Doria.

## Castellano della Rocca di Rivaldino e nozze con Caterina Sforza

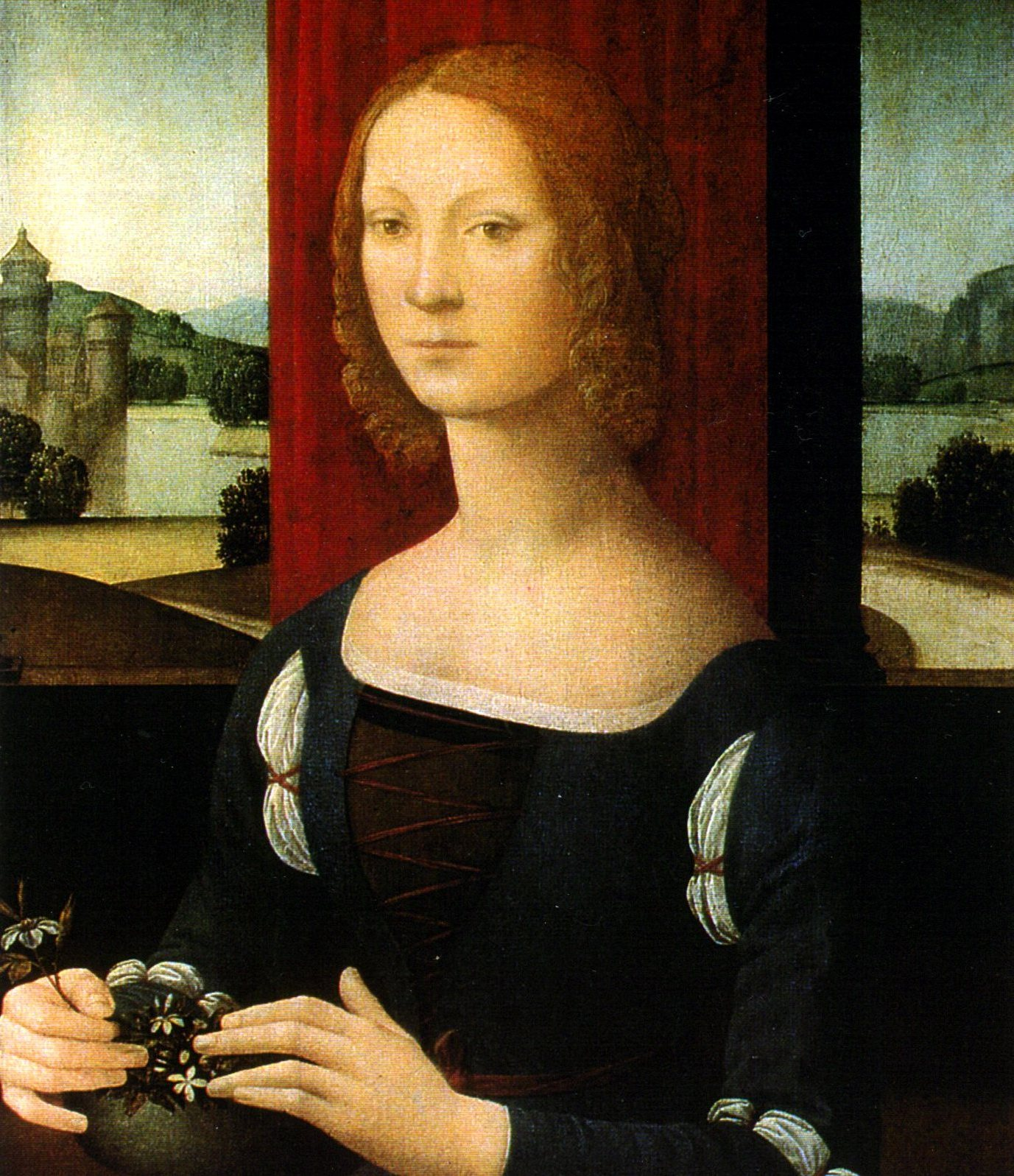
Caterina Sforza, moglie di Giacomo Feo.

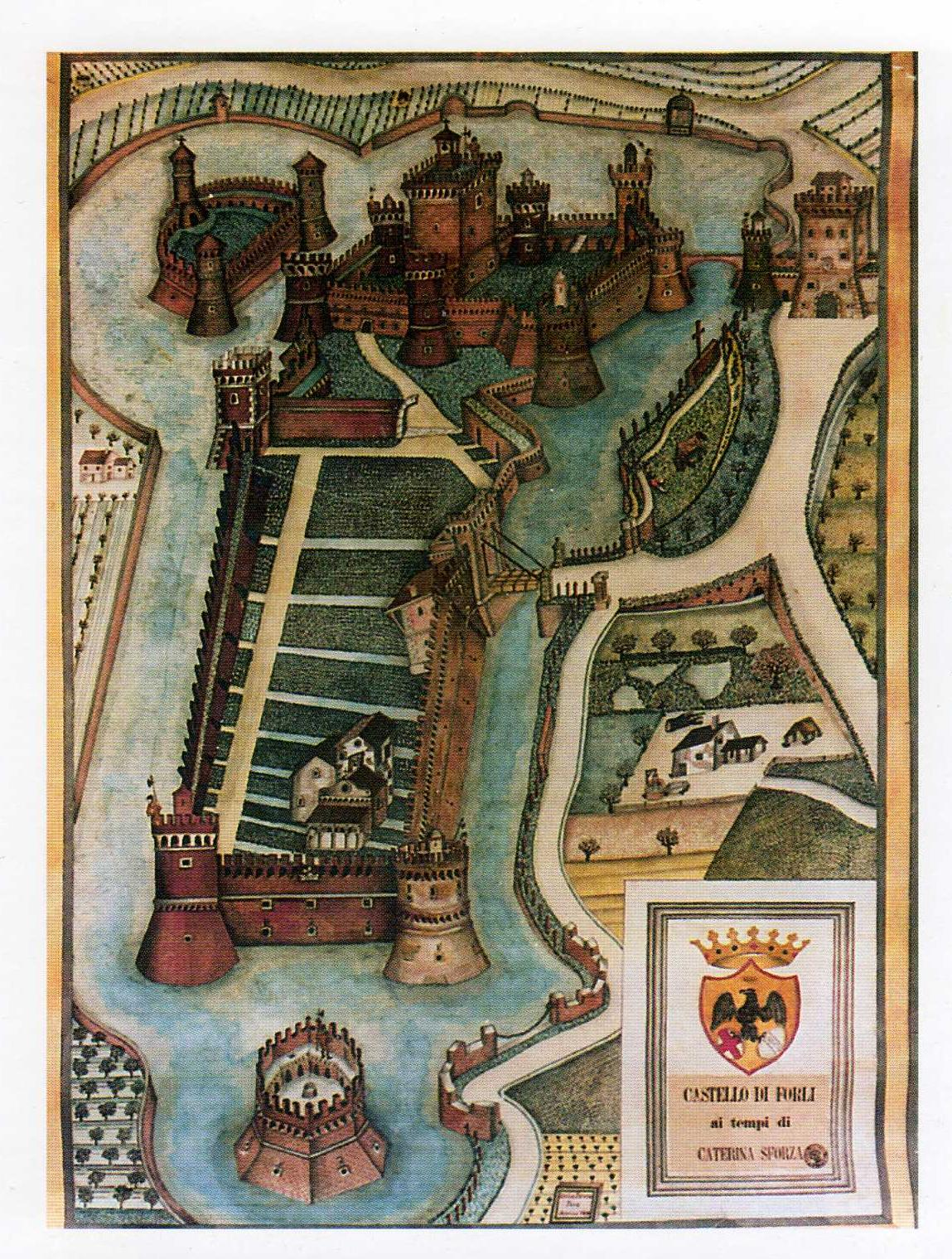
La rocca di Ravaldino ai tempi di Caterina e Giacomo

Giacomo fu nominato castellano della Rocca di Ravaldino al posto del fratello, e fu insignito con un ordine cavalleresco da Ludovico il Moro. Tutte le cronache del periodo riportano come Caterina fosse follemente innamorata del giovane e attraente Giacomo. Si temette anche che volesse togliere i territori al figlio Ottaviano per darli all'amato che già si definiva "vice signore di Forlì e Imola", come era de facto. La contessa aveva sostituito i castellani delle rocche dello "Stato" con i suoi parenti più stretti: alla rocca Sforzesca di Imola Gian Piero Landriani, marito di sua madre, a quella di Forlimpopoli Piero Landriani, suo fratello di sangue, mentre a Tommaso Feo dette in moglie la sorella Bianca Landriani. A Tossignano invece vi fu una congiura per prendere possesso della rocca da parte dei fedelissimi di Ottaviano, i quali avevano progettato di uccidere sia Caterina che Giacomo. La contessa lo venne a sapere e fece imprigionare e giustiziare tutti i congiurati. Immediatamente sventata, questa congiura fu subito seguita da quella di Antonio Maria Ordelaffi, non rassegnato alla perdita di Forlì, ma anche questa fallì.
Il commissario fiorentino a Faenza, nel descrivere a Piero de' Medici la "misera condizione a cui erasi ridotta Caterina, dominata in tutto dal suo amante", riferì che nel 1493 Giacomo deteneva la fortezza di Forlì nelle proprie mani, che tutte le entrate e i guadagni passavano per le sue mani e che tutti i soldati dipendevano da lui. "Lui cavalca come Signore et a lui sono porte tutte le sue supplicazioni", in modo tale che "è necessario che segua una delle tre cose: o che Madonna faccia mal capitare M. Jacopo [cioè lo uccida], o che M. Jacopo faccia mal capitare lei con tutti i suoi figliuoli, o crescendo il S. Octaviano, quale si dimostra animoso, faccia capitare male la madre e M. Jacopo". Insomma si prospettava una strage familiare: uxoricidio o matricidio. "Onde se M. Jacopo ha cervello, che mi è pur detto che n'ha, è necessario che pensi alla salute sua", ossia che provvedesse a uccidere Ottaviano prima che diventasse adulto. Caterina provava un tale attaccamento per Giacomo, che si dichiarò pronta a uccidere tutti i propri figli e rinunciare allo Stato e a tutti i propri beni piuttosto che separarsi da lui: "prima supellirà tucte le persone sue et figliuoli et la roba, prima daranno l'anima al diavolo, et lo stato al turco, che abandonarsi mai l'uno l'altro".
A causa dell'aumento del potere di Giacomo la situazione a Forlì si fece molto difficile e i fedeli di Ottaviano decisero di liberare la città dal suo dominio. Nel 1490 fu oggetto di una prima congiura ordita da Ottaviano, ma questa non andò a segno. La sera del 27 agosto del 1495, di ritorno da una battuta di caccia, Caterina, la figlia Bianca, alcune dame di compagnia, stavano sedute sulla carretta di corte, seguite a cavallo da Ottaviano, suo fratello Cesare e Giacomo, oltre che da numerosi staffieri e soldati. Giacomo venne assalito e ferito mortalmente, rimanendo vittima di una congiura. Lo stesso Gian Antonio Ghetti, organizzatore principale del riuscito complotto, si recò da Caterina soddisfatto dell'esito, convinto che il primo ordine di uccidere Giacomo fosse partito proprio da lei e dal cardinale Riario. Ma Caterina era all'oscuro di tutto e la sua vendetta fu terribile.
Quando era morto il suo primo marito, la ritorsione si era svolta in conformità dei criteri della giustizia del tempo, ora invece seguì l'istinto accecato dalla rabbia di aver perduto l'uomo amato. Caterina non si limitò a punire le donne delle famiglie traditrici, perseguì anche i figli, addirittura quelli ancora in fasce, perfino le amanti e i loro bambini vennero presi e giustiziati.
(Marin Sanudo il Giovane, La spedizione di Carlo VIII.)
Il coinvolgimento sentimentale di Caterina le impedì di comprendere i motivi politici che avevano ispirato il complotto, il quale, visto il grande numero di persone coinvolte, fu lungamente e accuratamente preparato. Ad esso avevano aderito quasi tutti i sostenitori dei Riario, convinti che Caterina stessa avesse dato tacitamente il suo consenso. Essi volevano sostenere il potere dei Riario e liberare la contessa dalla prigionia psicologica in cui l'amante la teneva. Invece il furore con cui Caterina rispose all'assassinio di Giacomo, le fece perdere la benevolenza dei suoi sudditi, che mai più riconquistò.
Per onorare la memoria del defunto Giacomo Feo, Caterina fece realizzare la cappella Feo, all'interno della chiesa di San Biagio, facendola affrescare da Melozzo da Forlì e Marco Palmezzano. La cappella, con la tomba di Giacomo e il suo ritratto insieme ai Riario-Sforza, fu distrutta completamente sotto i bombardamenti del 1944.

## Discendenza
Giacomo e Caterina ebbero un unico figlio:
- Bernardino Carlo Feo detto "Carlo" (1489-1509), maestro di casa del nipote Cosimo I de' Medici, Granduca di Toscana[11][12] , fu sepolto nella Basilica di San Lorenzo[13]. Sua erede, Caterina Feo, sposò Matteo di Francesco Pitti di Firenze, dal quale nacque Costanza Pitti.